# Puerto Morelos (municipalité)
Puerto Morelos est une municipalité mexicaine du Quintana Roo dont le siège est Puerto Morelos.

## Géographie
La municipalité s'étend sur 1 043,92 km2 dans le nord-est du Quintana Roo et de la péninsule du Yucatán et possède une façade de 17,7 km sur la mer des Caraïbes à l'est. Elle est limitrophe des municipalités de Benito Juárez au nord-est, de Lázaro Cárdenas au nord et à l'ouest et de Solidaridad au sud.

## Histoire
En 2011, la ville de Puerto Morelos et les localités de Leona Vicario et Alfredo V. Bonfil sont réunies sous la forme d'une autorité administrative autonome au sein de la municipalité de Benito Juárez. La nouvelle municipalité de Puerto Morelos est créée par un décret du Congrès de Quintana Roo du 6 novembre 2015 qui entre en vigueur le 6 janvier 2016.

## Politique et administration
La municipalité est dirigée par un maire (« président municipal ») et un conseil élus pour trois ans.
| Période          | Période           | Identité                   | Étiquette | Qualité |
| ---------------- | ----------------- | -------------------------- | --------- | ------- |
| 6 janvier 2016   | 30 septembre 2016 | Leonel Medina Mendoza      | PRI       |         |
| 1er octobre 2016 | 8 mars 2021       | Laura Lynn Fernández Piña  | PVE       |         |
| 8 mars 2021      | 30 septembre 2021 | Ana Luisa Betancourt Canul |           |         |
| 1er octobre 2021 | en cours          | Blanca Merari Tziu Muñoz   | PVE       |         |